# Gehakkelde vos
De gehakkelde vos (Nymphalis vaualbum, soms Nymphalis l-album) is een vlinder uit de onderfamilie Nymphalinae van de familie Nymphalidae.

## Wetenschappelijke naam
Sommige auteurs beschouwen Papilio vaualbum, de naam die Denis & Schiffermüller in 1775 publiceerden, als een nomen nudum omdat de publicatie niet zou voldoen als beschrijving van de soort. Met name Kocak (1982-84) en Kudrna & Belicek (2005) wijzen veel van de namen in die publicatie af. Zij kiezen dan als geldige naam het eerstvolgende beschikbare synoniem, in dit geval Papilio l-album Esper, 1781. Sattler & Tremewan betoogden in reactie daarop in 1984 en in 2009 dat de namen van Denis & Schiffermüller geen nomina nuda zijn, en dat afwijzen van die reeds lang ingeburgerde namen, ongeveer 700 in totaal, ongewenste consequenties zou hebben voor de stabiliteit van niet alleen die namen maar ook van namen die ermee verbonden zijn als junior homoniem. Fauna Europaea vermeldt de gehakkelde vos onder de naam die Denis & Schiffermüller gaven.

## Kenmerken
De gehakkelde vos is makkelijk te onderscheiden van gelijkende soorten door de witte vlekken aan de vleugelpunt en op de achtervleugel. De spanwijdte is 64 tot 78 mm (gegevens uit Noord-Amerika). Als waardplanten gebruikt de gehakkelde vos berk (Betula), wilg (Salix), populier (Populus) en iep (Ulmus).
De soort komt verspreid voor van Oost-Europa over de gematigde zone van Eurazië tot in Japan. In Noord-Amerika komt de ondersoort j-album (Boisduval & Leconte, 1833) voor, die ook wel als aparte soort wordt opgevat. De soort is niet bekend uit Nederland of België. De habitat bestaat uit open plekken en bosranden van loof- en gemengd bos.
De soort vliegt in één jaarlijkse generatie, de imago overwintert.